# Pellorneum albiventre
Pellorneum albiventre е вид птица от семейство Pellorneidae.

## Разпространение
Видът е разпространен в Бангладеш, Бутан, Виетнам, Индия, Камбоджа, Китай, Лаос, Мианмар и Тайланд.